# Pandoravirus salinus
Pandoravirus salinus è una specie di virus gigante appartenente al genere Pandoravirus, genere che annovera anche la specie Pandoravirus dulcis.  
Il virus è stato trovato in acque marine, in uno strato sedimentario della costa del Cile, presso la zona umida di Tunquén. La sua identificazione è stata pubblicata nel 2013 in un articolo sulla rivista scientifica Science.
Le due specie che compongono il genere Pandoravirus esprimono i più grandi virus conosciuti (al 2013).
Il suo genoma, enorme per un virus, è composto da 1,91 milioni di basi azotate, con circa 2500 geni che si ritengono codificanti.